# Melinaea zamora
Melinaea zamora är en fjärilsart som beskrevs av Richard Haensch 1909. Melinaea zamora ingår i släktet Melinaea och familjen praktfjärilar. Inga underarter finns listade i Catalogue of Life.